# Asuka Kuramochi
Asuka Kuramochi (倉持 明日香 Kuramochi Asuka?,  Yokohama, Prefectura de Kanagawa, 11 de septiembre de 1989) es una idol, cantante y actriz japonesa. Es conocida por haber sido miembro del grupo femenino AKB48, donde formó parte del Equipo K. Entre 2010 y 2015, Kuramochi también fue miembro de la subunidad French Kiss junto a Yūki Kashiwagi y Aki Takajō. Actualmente es representada por Watanabe Productions.

## Biografía

### Primeros años
Kuramochi nació el 11 de septiembre de 1989 en la ciudad de Yokohama, Kanagawa. Su padre, Akira Kuramochi, fue lanzador para la Liga Japonesa de Béisbol Profesional y actualmente es comentarista deportivo. Tiene dos hermanos mayores con once y nueve años de diferencia, respectivamente. Durante la escuela primaria asistió a clases de béisbol y sóftbol, y también aprendió natación, ballet y danza. En la escuela preparatoria perteneció al club de soft tennis. Debido a la influencia de su padre, Kuramochi tenía la intención de convertirse en jugadora profesional de béisbol o golfista profesional, e incluso recibió una educación para niños dotados en el béisbol desde su infancia, pero su madre se opuso a la idea debido a no quería que recibiera quemaduras solares. Antes de unirse a AKB48, también consideró ser higienista dental.

### Carrera

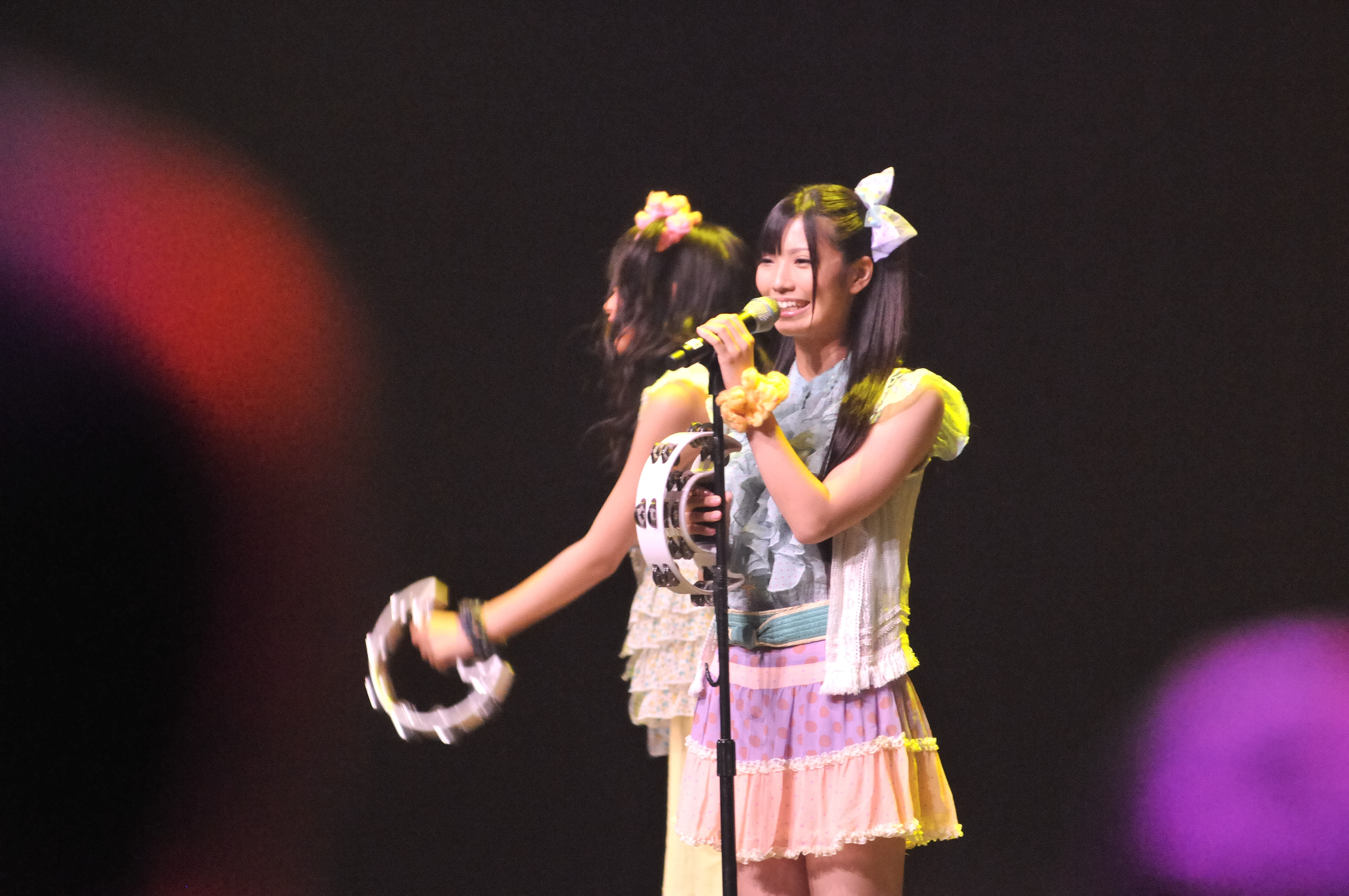
Kuramochi en julio de 2010.

El 27 de mayo de 2007, Kuramochi aprobó la cuarta audición de aprendices de AKB48 y fue colocada en el Equipo K el 4 de marzo de 2008. Durante las elecciones generales de 2009, Kuramochi se posicionó en el puesto número 21. El 23 de agosto de ese mismo año, se anunció que en octubre sería transferida al Equipo A. En septiembre de 2010, se anunció que formaría parte de una nueva subunidad llamada "French Kiss" junto a Yūki Kashiwagi y Aki Takajō. French Kiss debutó con el sencillo Zutto Mae Kara, el cual alcanzó el puesto número cinco en las listas de Oricon. También ocupó el puesto número veintitrés en las elecciones de ese año.
En 2011, ocupó el puesto número veintiuno en las elecciones generales, mientras que el año siguiente el número veintidós. En abril de 2013, se anunció que lanzaría su primer sencillo en solitario, Itsumo Soba ni, el 29 de mayo bajo el sello Avex. El 18 de julio de 2015, Kuramochi anunció que se graduará de AKB48 para seguir una carrera en el casting deportivo. Su graduación tuvo lugar el 17 de agosto.

## Filmografía

### Dramas
- Majisuka Gakuen (2010) como Kokabuki
- Majisuka Gakuen 2 (2011) como Kokabuki

### Televisión
- AKB 0ji 59fun!
- AKBingo!
- Shukan AKB
- AKB48 no Anta, Dare?
- HaKaTa Hyakkaten
- AKB48 Nemousu Terebi

### Teatro
- Dump Show! (2011)